# Gladiador Borghese

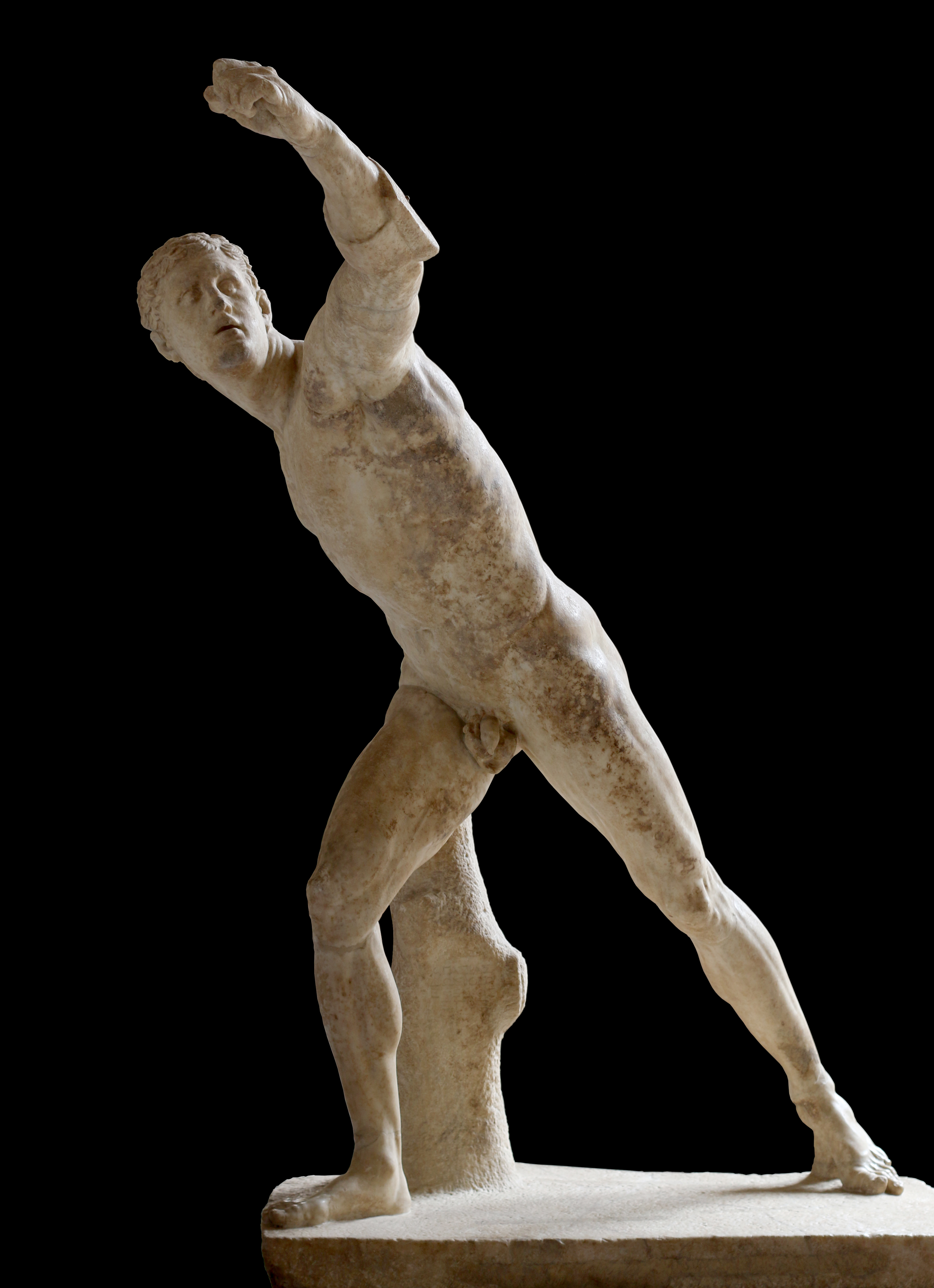

O Gladiador Borghese é uma escultura helenística em tamanho real feita em mármore retratando um espadachim, feita em Éfeso por volta de 100 a.C., agora em exibição no Louvre.

## Escultor
A escultura é assinada no pedestal por Agasias, filho de Dositeu, o qual é desconhecido. Não está claro se Agásias, mencionado como pai de Heráclides, é a mesma pessoa. Agasias, filho de Menófilo pode ter sido um primo.

## Redescoberta
Foi encontrado antes de 1611, no atual território de Anzio, ao sul de Roma, entre as ruínas de um palácio à beira-mar de Nero, no local do antigo Antium (moderno Anzio e Nettuno).  Pela atitude da figura, fica claro que a estátua representa não um gladiador, mas um guerreiro lutando com um combatente montado. Nos dias em que esculturas antigas ganharam imediatismo ao serem identificadas com figuras específicas da história ou da literatura, Friedrich Thiersch conjeturou que se pretendia representar Aquiles lutando com a Amazonas montada, Pentesileia.
A escultura foi adicionada à coleção Borghese em Roma. Na Villa Borghese, ficava em uma sala no térreo, redecorada no início dos anos 1780 por Antonio Asprucci. Camillo Borghese foi pressionado a vendê-lo a seu cunhado, Napoleão Bonaparte, em 1807; foi levada para Paris quando a coleção Borghese foi adquirida para o Louvre, onde agora reside.
Denominado gladiador devido a uma restauração errônea, estava entre as obras da antiguidade mais admiradas e copiadas do século XVIII, proporcionando aos escultores um cânone de proporções. Um elenco de bronze foi feito para Carlos I da Inglaterra (agora em Windsor), e outro por Hubert Le Sueur foi a peça central do parterre de Isaac de Caus na Wilton House; essa versão foi dada pelo 8º Conde de Pembroke a Sir Robert Walpole e continua sendo a figura central do William Kent 's Hall em Houghton Hall, Norfolk. Outras cópias podem ser encontradas na Petworth House e no Green Court em Knole. Originalmente, também havia uma cópia no jardim de Lord Burlington, na Chiswick House, e depois foi transferida para os jardins de Chatsworth, em Derbyshire. Nos Estados Unidos, uma cópia de “O Gladiador em Montalto” estava entre os móveis de uma galeria ideal de arte instrutiva imaginada por Thomas Jefferson para Monticello.

## Na pintura

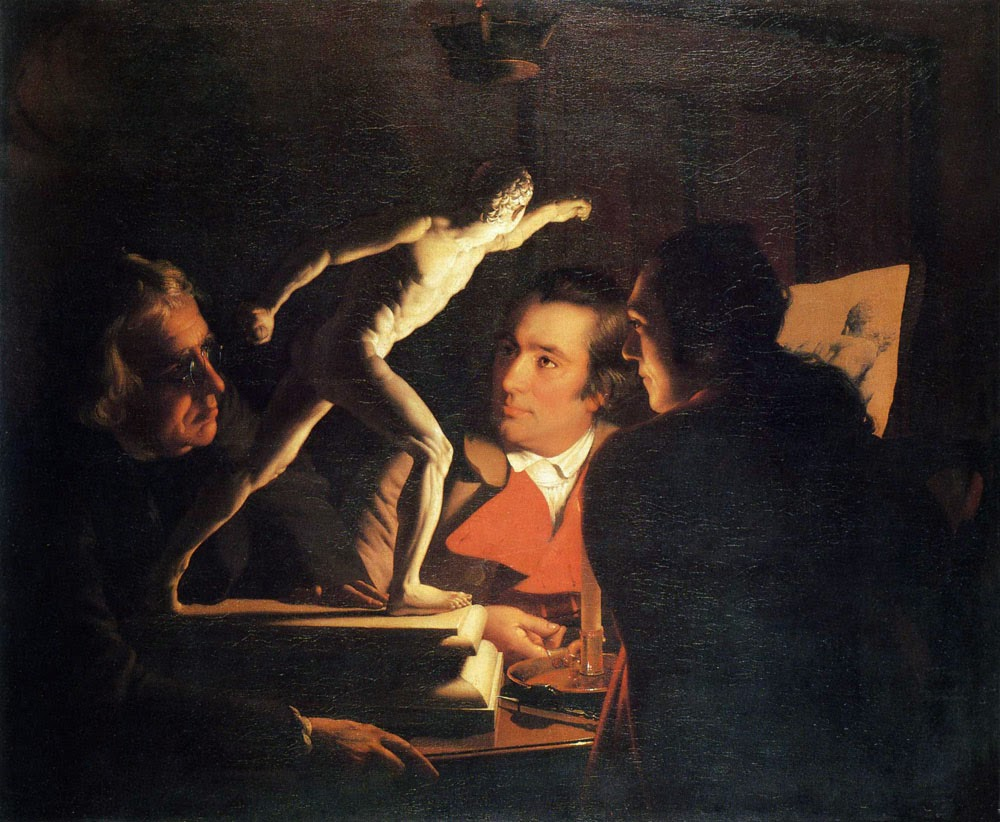
Três pessoas vendo o gladiador à luz de velas, por Joseph Wright of Derby, 1765.

- Tendo visto a escultura em suas viagens italianas, Rubens incluiu uma figura de Fury na mesma pose (vista de trás) em uma das cenas do seu ciclo alegórico de pinturas do Palácio de Luxemburgo para Marie de 'Medici, a <i id="mwUQ">Conclusão da Paz em Angers</i>, conservado no Louvre; a figura de Fury está no canto inferior direito.[10]
- A figura na água (Brook Watson) em Watson and the Shark de John Singleton Copley é baseada na pose da escultura.
- Era conhecido, embora não pertencente à coleção nacional francesa, quando Ménageot o incluiu no fundo de A morte de Leonardo da Vinci, nos braços de Francisco I (1781); de fato, ele provavelmente o viu na Villa Borghese durante sua estada na Academia Francesa de Roma, de 1769 a 1774. No entanto, era um anacronismo nesse cenário desde que Leonardo morreu em 1519, cerca de noventa anos antes da descoberta da estátua.
- Diz-se que a postura e a atitude dos guerreiros em Dois dos Nativos da Nova Holanda, de Sydney Parkinson, Advancing to Combat, uma pintura típica do nobre ideal selvagem, é baseada no Gladiador Borghese.
- A estátua decapitada na pintura de Thomas Cole, de 1836, Destruction (a quarta pintura de sua série The Course of Empire ) é baseada no guerreiro borghese.[11]